# David Cameron
David William Donald Cameron (London, 9. listopada 1966.), bivši premijer Ujedinjenog Kraljevstva i vođa Konzervativne stranke.
Cameron je pohađao ekskluzivnu privatnu školu Eton. Studirao je na Sveučilištu u Oxfordu filozofiju, politiku i ekonomiju. Diplomirao je u prvoj klasi među 11% najboljih studenata. Nakon studija radi za Konzervativnu stranku u istraživačkom odijelu, a nakon uspjeha na izborima 1992. godine promaknut je u posebnog savjetnika tadašnjeg ministra financija te na dužnosti unutar ministarstva unutarnjih poslova.
Na prvim izborima za Parlament 1997. godine pretrpio je poraz ali 2001. postaje parlamentarni zastupnik za izborni okrug Witney. Nakon poraza konzervativaca na izborima 2005. godine kandidirao se na unutarstranačkim izborima za vođu stranke te je izabran sa 68% glasova. Njegovim izborom konzervativci po prvi put nakon deset godina prelaze u vodstvo nad vladajućim laburistima premijera Tonyja Blaira. Imenovanjem Gordona Browna za novog premijera laburisti na kratko preuzimaju vodstvo ali konzervativci se brzo oporavljaju i cijelu 2008. godinu su najpopularnija britanska stranka. U siječnju 2009. godine u vodstvu su pred laburistima od 13%, privlačeći 45% glasova.
11. svibnja 2010. postao je premijer Ujedinjenoga Kraljevstva nakon ostavke bivšega premijera Gordona Browna. Nakon 65 godina Ujedinjenim Kraljevstvom ponovno vlada koalicijska vlada.
Cameron je oženjen Samanthom Sheffield s kojom je imao troje djece. Prvo zajedničko dijete Ivan Cameron od rođenja je bolovao od cerebralne paralize i rijetkog oblika teške epilepsije koji se zove Ohtaharin sindrom. Ivan je preminuo u veljači 2009. godine što je izazvalo veliku medijsku pozornost. Britanski premijer Gordon Brown službeno je u parlamentu pročitao poruku potpore i izjavio sućut obitelji. Kraljica Elizabeta II. također je poslala privatnu poruku sućuti obitelji Cameron.